# ミズゴケ科
ミズゴケ科（水苔科、学名：Sphagnaceae）は、蘚綱ミズゴケ目に分類されるコケ植物の科である。上位分類であるミズゴケ亜綱ミズゴケ目は単型であり、ミズゴケ科のみが属しているとされていた。しかし近年、ミズゴケ属の一種 Sphagnum leucobryoides が、独立した目 (Ambuchananiales) に属する種 Ambuchanania leucobryoides と改められたため、ミズゴケ亜綱は単型ではなくなった。ミズゴケ科には、ミズゴケ属（Sphagnum）と Sphagnophyllites 属が含まれるが、現存するのはミズゴケ属のみである。